# Stereotactic and Functional Neurosurgery
Stereotactic and Functional Neurosurgery, abgekürzt Stereotact Funct Neurosurg., ist eine wissenschaftliche Fachzeitschrift, die vom Karger-Verlag veröffentlicht wird. Die Zeitschrift wurde 1938 unter dem Namen Confinia Neurologica gegründet, änderte ihn 1975 in Applied Neurophysiology, bevor sie 1989 den Namen Stereotactic and Functional Neurosurgery annahm. Sie erscheint mit sechs Ausgaben im Jahr. Es werden Arbeiten veröffentlicht, die sich mit neurochirurgischen Fragestellungen beschäftigen.
Der Impact Factor lag im Jahr 2014 bei 2,019. Nach der Statistik des ISI Web of Knowledge wird das Journal mit diesem Impact Factor in der Kategorie Chirurgie an 75. Stelle von 198 Zeitschriften, in der Kategorie Neuroimaging an zehnter Stelle von 14 Zeitschriften und in der Kategorie Neurowissenschaften an 175. Stelle von 252 Zeitschriften geführt.